# Shigeru Murakoshi
Shigeru Murakoshi (村越繁 Murakoshi Shigeru?) es un guionista de anime japonés.

## Biografía
Murakoshi nació en Tokio. Mientras asistía a la universidad, se interesó por la producción cinematográfica y se matriculó en el curso de escritura de guiones en la Academia de Cine de Bellas Artes. Estudió durante dos años en una clase impartida por Sadayuki Murai.
Hizo su debut como guionista en 2014 con el quinto episodio de la serie Sidonia no Kishi, en la que su mentor Murai fue el compositor de la serie. En 2018, estuvo a cargo de la composición de una serie por primera vez en la serie de anime original Zombie Land Saga, producida por MAPPA en colaboración con Avex Pictures y Cygames. Respecto al motivo de su selección, el presidente de MAPPA y productor de esta obra, Manabu Otsuka, dijo: "Es la primera vez que Murakoshi escribe una serie, pero es bueno tanto en los gags como en la comedia, así que pensé que sería una buena idea crear un escenario basado en la comedia que no sea sólo serio".

## Trabajos

### Series de televisión
| Año  | Anime                                                                                 | Estudio                           | Funciones                                                           | Refs.         |
| ---- | ------------------------------------------------------------------------------------- | --------------------------------- | ------------------------------------------------------------------- | ------------- |
| 2014 | Sidonia no Kishi                                                                      | Polygon Pictures                  | Guionista (#5, 7, 10)                                               | [ 2 ]         |
| 2014 | Garo: Honō no Kokuin                                                                  | MAPPA                             | Guionista (#6, 8, 11, 16)                                           | [ 4 ]         |
| 2015 | Garo: Guren no Tsuki                                                                  | MAPPA                             | Guionista (#5, 13, 15, 19, 22-23, 25)                               | [ 5 ]         |
| 2015 | Sidonia no Kishi: Daikyū Wakusei Seneki                                               | Polygon Pictures                  | Guionista (#2, 5, 8-9, 12)                                          | [ 6 ]         |
| 2016 | Days                                                                                  | MAPPA                             | Guionista (#12, 17-19, 21-23)                                       | [ 7 ]         |
| 2017 | Onihei                                                                                | Studio M2                         | Guionista (#2)                                                      | [ 8 ]         |
| 2017 | Kakegurui                                                                             | MAPPA                             | Guionista (#8-9)                                                    | [ 9 ]         |
| 2017 | Garo: Vanishing Line                                                                  | MAPPA                             | Guionista (#2, 6, 10-11, 14, 22)                                    | [ 10 ]        |
| 2018 | Zombie Land Saga                                                                      | MAPPA                             | Composición de la serie Guionista (#1-2, 4, 6-8, 11-12)             | [ 11 ]        |
| 2019 | Egao no Daika                                                                         | Tatsunoko Production              | Guionista (#3-4, 8, 11)                                             | [ 12 ] [ 13 ] |
| 2019 | Dororo                                                                                | MAPPA                             | Guionista (#7, 9, 13, 19, 21)                                       | [ 14 ]        |
| 2019 | Kakegurui ××                                                                          | MAPPA                             | Guionista (# 5-6, 11)                                               | [ 15 ]        |
| 2019 | Katsute Kami Datta Kemono-tachi e                                                     | MAPPA                             | Composición de la serie Guionista (#1-2, 6, 9-10, 12)               | [ 16 ] [ 17 ] |
| 2020 | Murenase! Seton Gakuen                                                                | Studio Gokumi                     | Composición de la serie Guionista (#1-3, 6, 11-12)                  | [ 18 ]        |
| 2020 | The God of High School                                                                | MAPPA                             | Guionista (#2, 8, 11)                                               | [ 19 ]        |
| 2020 | Taiso Samurai                                                                         | MAPPA                             | Composición de la serie Guionista (#1-2, 6, 11)                     | [ 20 ] [ 21 ] |
| 2021 | Zombieland Saga: Revenge                                                              | MAPPA                             | Composición de la serie Guionista (#1-2, 6-7, 10-12)                | [ 22 ]        |
| 2021 | Lupin III: Part 6                                                                     | TMS Entertainment                 | Composición de la serie (#13-24) Guionista (#13-14, 18-19, 23-24)   | [ 23 ]        |
| 2022 | Sabikui Bisco                                                                         | OZ                                | Guionista (#6-7, 9)                                                 | [ 24 ]        |
| 2022 | Yūsha, Yamemasu                                                                       | EMT Squared                       | Composición de la serie Guionista (#1-2, 5, 8, 11-12)               | [ 25 ]        |
| 2022 | Shinmai Renkinjutsushi no Tenpo Keiei                                                 | ENGI                              | Composición de la serie Guionista (#1-2, 5, 8, 11-12)               | [ 26 ]        |
| 2023 | Tondemo Sukiru de Isekai Hōrō Meshi                                                   | MAPPA                             | Guionista (#6-7, 11)                                                | [ 27 ]        |
| 2023 | Tonikaku Kawaii 2nd Season                                                            | Seven Arcs                        | Guionista (#4, 7, 9)                                                | [ 28 ]        |
| 2023 | Dark Gathering                                                                        | OLM                               | Composición de la serie Guionista (#1-2, 6-7, 10-12, 16, 20, 24-25) | [ 29 ]        |
| 2023 | Mokushiroku no Yonkishi                                                               | Telecom Animation Film            | Composición de la serie Guionista (#1-24)                           | [ 30 ]        |
| 2024 | Solo Leveling                                                                         | A-1 Pictures                      | Guionista (#7)                                                      | [ 31 ]        |
| 2024 | Ninja Kamui                                                                           | E&H production Sola Entertainment | Composición de la serie Guionista (#1-2, 4, 9, 11, 13)              | [ 32 ] [ 33 ] |
| 2024 | Ore wa Subete o "Parry" Suru: Gyaku Kanchigai no Sekai Saikyō wa Bōken-sha ni Naritai | OLM                               | Guionista (#1-2, 4, 6, 12)                                          | [ 34 ]        |
| 2024 | Mokushiroku no Yonkishi 2nd Season                                                    | Telecom Animation Film            | Composición de la serie Guionista (#25-36)                          | [ 35 ]        |
| 2025 | Solo Leveling Season 2: Arise from the Shadow                                         | A-1 Pictures                      | Guionista (#13, 17, 21)                                             | [ 36 ]        |
| 2025 | Apocalypse Hotel                                                                      | CygamesPictures                   | Composición de la serie Guionista (#1-3, 6, 8-9, 11-12)             | [ 37 ]        |
| 2025 | Ballpark de Tsukamaete!                                                               | EMT Squared                       | Composición de la serie Guionista (#1-12)                           | [ 38 ]        |
| 2026 | Snowball Earth                                                                        | Studio Kai                        | Composición de la serie                                             | [ 39 ]        |
| —    | Kaya-chan wa Kowakunai                                                                | East Fish Studio                  | Composición de la serie                                             | [ 40 ]        |

### Películas
| Año  | Anime                                | Estudio | Funciones | Refs.  |
| ---- | ------------------------------------ | ------- | --------- | ------ |
| 2025 | Zombie Land Saga: Yumeginga Paradise | MAPPA   | Guionista | [ 41 ] |

### ONAs
| Año  | Anime                        | Estudio        | Funciones                                   | Refs.  |
| ---- | ---------------------------- | -------------- | ------------------------------------------- | ------ |
| 2022 | Kakegurui Twin               | MAPPA          | Composición de la serie Guionista (#1-2, 6) | [ 42 ] |
| 2023 | Tonikaku Kawaii Joshi Kō-hen | Seven Arcs     | Guionista (#1)                              | [ 43 ] |
| 2025 | Bullet/Bullet                | E&H production | Guionista (#4, 8)                           | [ 44 ] |

### OVAs
| Año  | Anime              | Estudio       | Funciones | Refs.  |
| ---- | ------------------ | ------------- | --------- | ------ |
| 2017 | Armed Blue Gunvolt | LandQ studios | Guionista | [ 45 ] |